# Carrer Major (Lleida)
El Carrer Major és un carrer del centre de Lleida catalogat com a monument del municipi i protegit com a bé cultural d'interès local.

## Descripció
Carrer antic de la ciutat, llarg, estret, com una mena de camí vell i amb bon regust, vorejat de cases de planta baixa i quatre pisos, tacat, tot sovint, per cases significatives, com "lo Casino". Comença a la plaça de la Paeria i arriba fins a la Plaça de la catedral, on es converteix en el carrer de Sant Antoni. El carrer de Cavallers el creua i la Plaça de Sant Francesc l'eixampla. Corre paral·lel al riu i és carrer mercantil dels botiguers.
Destaquen els porxos de la Paeria (segle XII - XVII), que són un pas cobert situat a banda i banda del tram de carrer que va des de la Plaça de la Paeria a la Plaça de Sant Joan. Està constituït per pòrtics d'arcs carpanells que descansen en pilar de gran secció, amb embigades de fusta y pedra natural als pilars. Amb les noves construccions alguns dels arcs foren modificats i desaparegueren els frontals de la Paeria. Als sòcols dels arcs hi havia uns pedrissos que feien de taulell als comerciants.

## Història
És, sense cap mena de dubte, el carrer més antic de la ciutat actual. Hi ha notícies del 49 ane. Començà essent un fragment de la Via Augusta Romana. L'any 1166 s'hi esmenten els primers botiguers. Fins que el Marquès de Blondel no construí la carretera de la Banqueta (1787) tot el trànsit rodat passava pel carrer Major, que no ha canviat mai de nom.